# Adolphe Willette

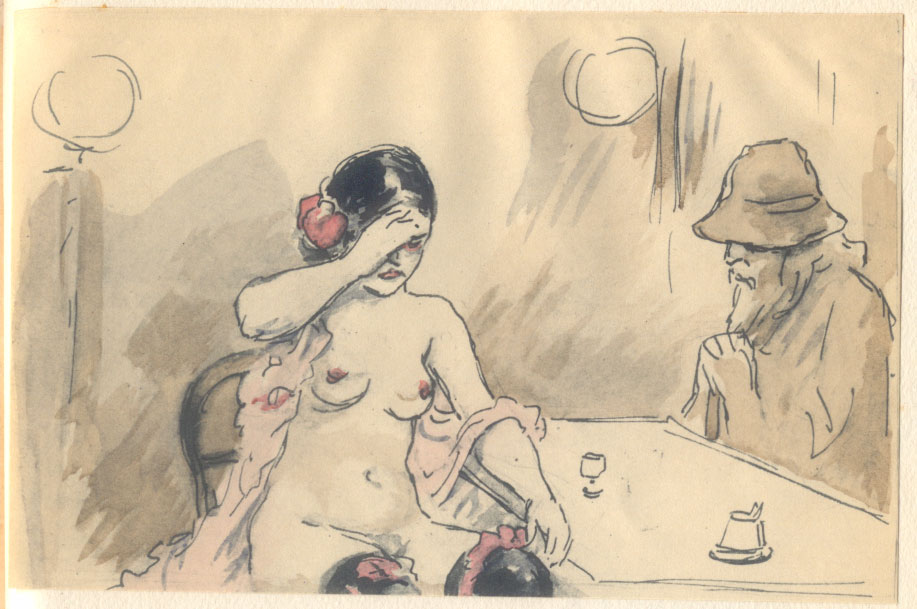
Madelaine (1911)

Adolphe Willette (ur. 30 lipca 1857 w Châlons-en-Champagne, zm. 4 lutego 1926 w Paryżu) – francuski malarz, ilustrator, karykaturzysta oraz litograf.
Willette nigdy nie krył swojego antysemityzmu co zostało udowodnione na jego plakacie wyborczym z 1889 roku.

## Życiorys
Willette skończył studia w École des Beaux-Arts pod okiem swojego nauczyciela Alexandre Cabanela. Dzięki praktykom u Cabanela, Willette zdobył unikatową pozycje oraz renomę wśród francuskich grafików. Niezależnie od wykonywanego dzieła jakim był dramat, komedia lub polityczna satyra Willette starał się zawsze pozostać przy swoim oryginalnym stylu który stał się jego znakiem rozpoznawalnym. W 1906 i 1912 odznaczony Legią Honorową.
Willette był także znanym ilustratorem oraz karykaturzystą. Jego prace były wydawane w różnych francuskich dziennikach oraz magazynach. Do tych prac najczęściej używał pseudonimów m.in. takich jak Cemoi", "Pierrot", "Louison", "Bebe" oraz "Nox".